# Basidoppia basidii
Basidoppia basidii är en kvalsterart som beskrevs av Sandór Mahunka 1983. Basidoppia basidii ingår i släktet Basidoppia och familjen Oppiidae. Inga underarter finns listade.